# Гарисон (Мериленд)
Гарисон (енгл. Garrison) насељено је место без административног статуса у америчкој савезној држави Мериленд.

## Демографија
По попису из 2010. године број становника је 8.823, што је 854 (10,7%) становника више него 2000. године.
| Група             | 2000.         | 2010.         |
| Белци             | 6.087 (76,4%) | 5.302 (60,1%) |
| Афроамериканци    | 1.362 (17,1%) | 2.647 (30,0%) |
| Азијати           | 267 (3,4%)    | 381 (4,3%)    |
| Хиспаноамериканци | 181 (2,3%)    | 316 (3,6%)    |
| Укупно            | 7.969         | 8.823         |